# Шеф

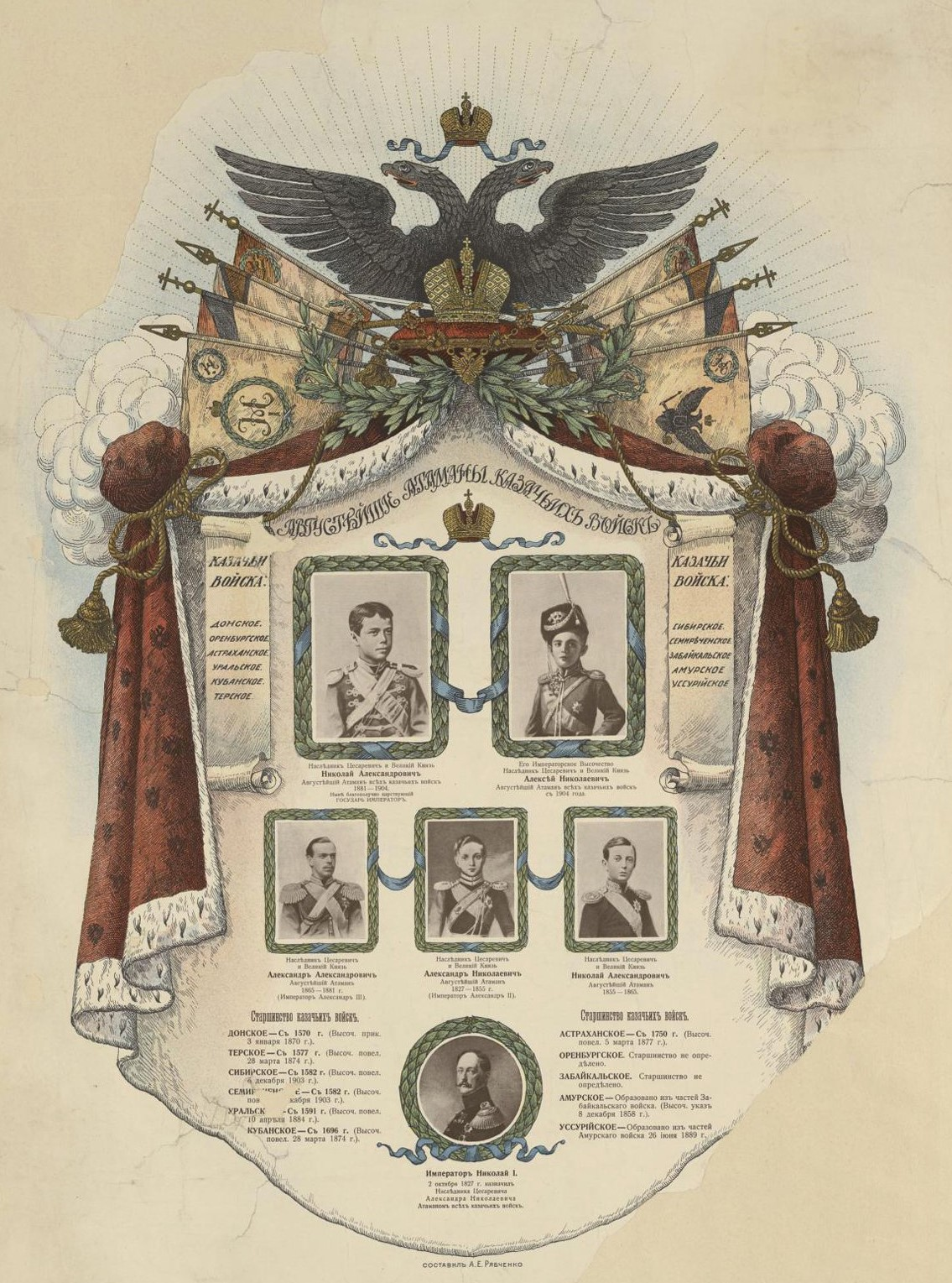
Августейшие атаманы казачьих войск. Коллаж начала 1910-х годов.

Шеф (фр. chef — начальник, глава, вождь) — руководитель коллектива, подразделения, формирования. 
Также «шеф» — просторечное разговорное название любого начальника. В Османской империи начальнику или шефу какой-нибудь отдельной отрасли в администрации давался титул Эмин.

## Шеф во французской армии
Во французской армии слово «шеф» является частью названий воинских званий: майор французской армии традиционно называется «шеф батальона» (фр. chef de bataillon) или «шеф эскадрона» (фр. chef d'escadron). В Испании его аналог — хефе (jefe).

## Шеф в русских гвардии и армии
В Русских гвардии и армии в конце XVIII и начале XIX веков каждое отдельное формирование (казачье войско, полк (воинская часть) и так далее), независимо от его командира, имел ещё шефа (почётного командира) в генеральском или, реже, полковничьем чине для общего надзора за управлением полка и за его хозяйством. 
При Петре III по образцу, принятому из прусской армии, в 1762 году многие полки русских гвардии и армии были переименованы по именам назначенных тогда же шефов. Это нововведение было отменено Екатериной II немедленно после её вступления на престол. Позднее в период её правления для некоторых полков, прежде всего гренадерских и драгунских, также были назначены шефы, однако их обязанности ограничивались инспекторскими функциями. 
В период правления Павла I институт шефов приобрёл новое значение. Был вновь введён порядок именования полков по фамилиям их шефов, а должность шефа была включена в штатное расписание полка. Шеф стал считаться старшим начальником в полку, ответственным за состояние дел в нём по строевой и военно-хозяйственной части. Он был обязан постоянно находиться при полку. Таким образом, должность шефа, по сути, стала соответствовать должности командира полка. При этом сам полковой командир, должность которого сохранилась, по сути своих обязанностей оказался в роли заместителя командира полка. 
Порядок именования полков по именам шефов был отменен 29 марта 1801 года, однако другие указанные нововведения сохранились вплоть до завершения Наполеоновских войн.
Генеральские должности шефов в полках (кроме гвардии, где шефами были, как правило, представители Императорского дома) были упразднены 4 сентября 1814 года, такие же должности, занимаемые полковниками, — 22 июня 1815 года.
Позже звание шефа — лишь почётное, присваиваемое членам Императорского дома, иностранным монархам и принцам, а также заслуженным генералам армии России. (См. почётный командир).
Также, генерал-адъютант А. Х. Бенкендорф был шефом жандармов и одновременно Главным начальником III отделения Собственной Е. И. В. канцелярии в период с 1826 года по 1844 год.

## Шеф в германских армиях
В гвардиях и армиях германских государств XVI—XIX веков аналогичная должность называлась «regimentschef» (в Пруссии, где она была упразднена в ходе Наполеоновских войн) или «regimentsinhaber» (в Австрийской империи и южнонемецких землях). 